# 赵钧 (1920年)
赵钧（1920年—2002年），男，直隶（今河北）安新人，中华人民共和国政治人物，曾任天津市革命委员会副主任、天津市人民政府副市长，天津市人大常委会副主任。